# Věra Hana Viednerová
Věra Hana Viednerová, rozená Junová (1. března 1903 Břehy – 29. ledna 1942 Praha) byla česká redaktorka, básnířka, prozaička a překladatelka z francouzštiny.

## Životopis
Pracovala jako úřednice pražského rozhlasu. Ve verši se u ní ozývala ženská nota rozrušené citlivosti, bázlivá láska k životu a tón křehkého lyrismu. V próze pak ještě víc proniká touha po malém lidském štěstí přes všechny pochyby a zklamání

## Dílo

### Lyrické sbírky
- Hvězdy nad střechou. Praha: Fond Julia Zeyera, 1930

- .Odkud a kam. Praha: Česká akademie věd a umění, 1930

### Ukázka[2]
Hlas ticha, hvězd a podzimního deště,
věrná slova pod černou oblohou.
Hodiny měří film srdce
běžící přes krásu světa hořce klamavou.
Silnější smrti není již milování,
naděje lstivá a ukrutná.
Vítr vyloupil květy i skřínky památek.
Po kapkách krev ze srdce vytéká

### Román
- Milovaný život. Úvod J. Wenig, doslov B. Slavík, obálka, kresba a typografická úprava Jaroslav Šváb. Praha: L. Mazáč, 1944

#### Překlady
- Pierre Benoit: Erromango, ostrov záhad. Exotický román. Praha: Jan Svátek, 1930
- Rachilde: Její jaro. Praha: J. R. Vilímek, 1930
- Marcel Prévost: Panic. Praha: Jos. R. Vilímek, 1930